# Stefan Lichter

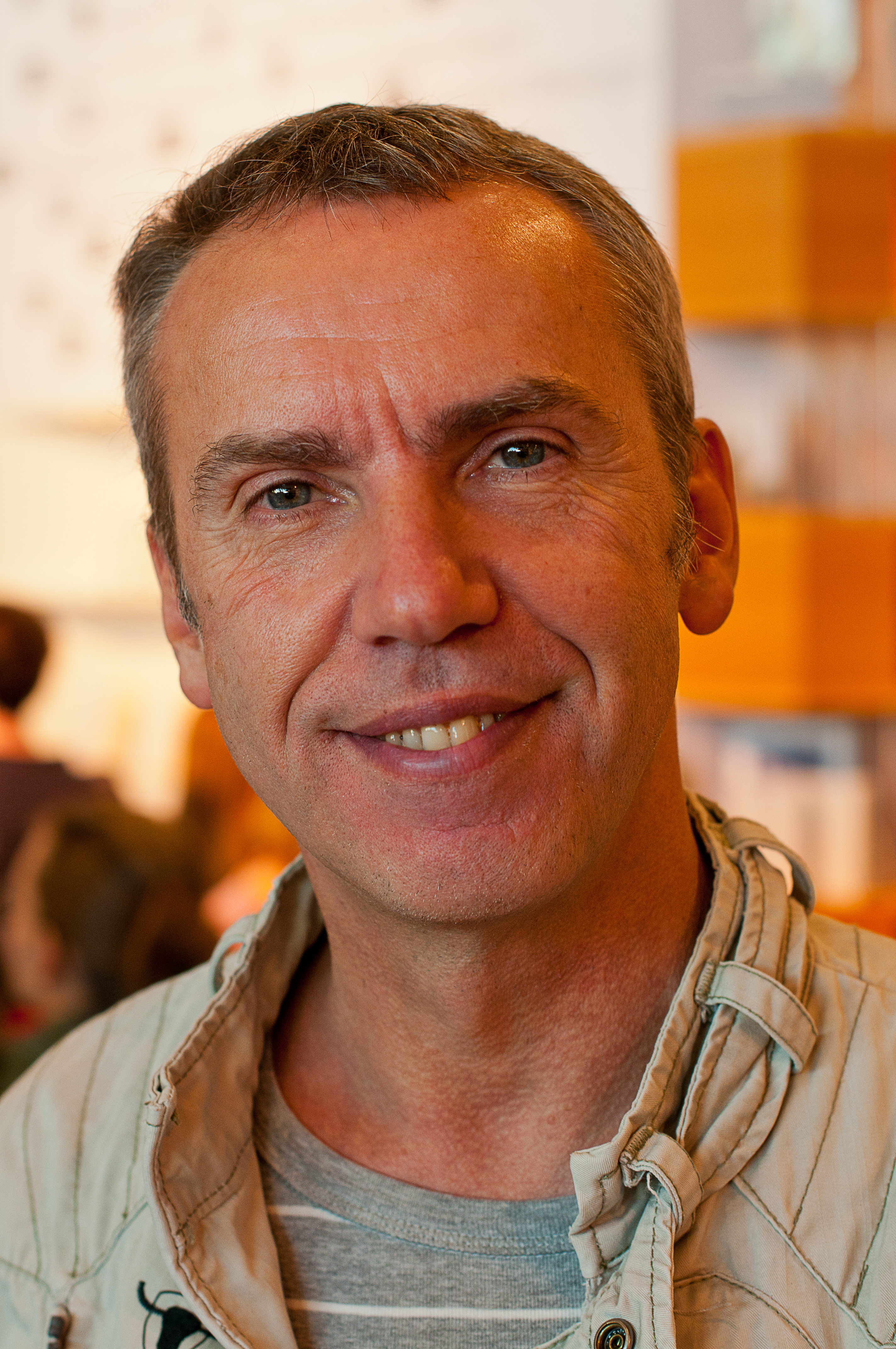
Stefan Lichter 2011

Stefan Lichter (* 16. Februar 1957 in Düsseldorf; † 17. Dezember 2023) war ein deutscher Fernsehproduzent, Autor und Journalist. Er wurde vor allem durch die von seiner Produktionsfirma GUM Studios GmbH hergestellte Puppen-Satireserie Hurra Deutschland bekannt.

## Leben
Stefan Lichter studierte nach dem Abitur Humanmedizin an der Universität des Saarlandes, der Friedrich-Alexander-Universität Erlangen-Nürnberg und schließlich am Klinikum rechts der Isar der Technischen Universität München, an der er 1983 mit der Dissertationsschrift 800 Dacryocystographien: Vermessung der Röntgenbilder mit dem Computer und Vergleich mit den zugehörigen Befunden zum Dr. med. promoviert wurde.
Nach der Approbation nahm er jedoch keine ärztliche Tätigkeit auf, sondern begann freie fachjournalistische Tätigkeiten beim Medizin Magazin des Westdeutschen Fernsehens (1984) und der Ärzte Zeitung (1985) sowie als Berater bei der Produktion von medizinischen Informationsfilmen (1985–1987).
1985 wurde er alleiniger Entwickler und Autor der Spiele in der neuen ARD-Fernsehshow Mensch Meier, die auf Wunsch ihres Moderators Alfred Biolek aktuelle wissenschaftliche Bezüge haben sollten. Für insgesamt 42 Live-Sendungen bis 1991 entstanden so 200 aufwändig ausgestattete Kandidatenspiele zu neuen Forschungsergebnissen aus Medizin, Psychologie, Umwelt, Technik und weiteren Wissenschaftsgebieten. Zur Visualisierung setzte Stefan Lichter zunehmend Computer ein.
1987 gründete und führte Lichter die Multimediafirma Tevox GmbH, die zunächst Computeranimationen, Computerspiele und Internetpräsenzen, und ab 1995 als eine der ersten deutschen Firmen virtuelle Charaktere und ganze Fernsehserien mit digitalen Darstellern herstellte. Wichtigste der etwa 40 Kunden waren RTL, Super RTL, SAT.1 und der WDR, VW, Aventis und die DKV. Die stärkere Konzentration auf animierte Charaktere führte zunehmend zur Zusammenarbeit mit Stefan Lichters Puppenproduktionsfirma GUM GmbH, die meist das Charakterdesign verantwortete.
1988 lizenzierte Lichter sein Gameshow-Konzept Spiegelei an den Privatsender RTL und schrieb dafür auch die Bücher. 60 Sendungen dieser erfolgreichen Show um Vorurteile und Menschenkenntnis wurden innerhalb von zwei Jahren jeweils samstags abends ausgestrahlt. Die Moderation übernahmen Helga Guitton und Uwe Hübner, Produzentin war Christiane Ruff.
Ein Auftritt der britischen Satirepuppenproduktion Spitting Image in der Show Mensch Meier führte zur Idee einer Adaption für das deutsche Fernsehen. Im Herbst 1988 gründeten Stefan Lichter, sein Bruder Andreas Lichter und Alfred Biolek die in Köln ansässige Puppenproduktionsfirma GUM Gesellschaft für Unterhaltung und für moderne Medien mbH (kurz GUM GmbH). Sie stellte von 1989 bis 1991 die viel beachtete – und kritisierte – Satireserie Hurra Deutschland mit Puppen deutscher Prominenter für die ARD her. Stefan Lichter war hierfür auch als Autor tätig. Die Schwierigkeit bestand darin, dass die Serie als erste derartige Puppenshow im deutschen Fernsehen überhaupt nicht nur künstlerisches Neuland betrat, sondern vor allem darin, dass sie eher als eine „Muppet Show für Erwachsene“ denn als scharfe politische Satiresendung konzipiert war. Die lebensgroßen Puppen entwarf Ute Krafft, die seither als Chefbildhauerin eine der wichtigsten kreativen Stützen für die GUM-Produktionen ist. Als Stimmenimitatoren wirkten unter anderem die Kabarettisten Thomas Freitag und Stephan Wald mit.
Seit 2021 befindet sich ein Teil der Puppen der Serie Hurra Deutschland im Haus der Geschichte in Bonn, in dem sie restauriert wurden.
1991 erwarb Stefan Lichter alle Geschäftsanteile und verantwortete als Geschäftsführer der GUM bis 2003 weitere 20 TV-Puppenserien für alle großen deutschen Sendeanstalten, sowie zahlreiche Werbefiguren. So brachte es etwa die Figur des Weltraumbriefträgers Romeo als Moderator für das Kinderprogramm des Pay-TV-Senders Premiere von 1992 bis 1994 auf 600 Episoden, die Fortsetzung von Hurra Deutschland in Sketchform auf über 1000 Einspielfilme. Ein ganz ähnliches Konzept lag auch der von YLE TV produzierten sechsteiligen Show Spott I Oegad zum Wahlkampf in Finnland 1994 zugrunde, für die GUM die Puppen anfertigte sowie das Casting und Training der Puppenspieler übernahm. Die im Auftrag des Schweizer Fernsehen (SF) entstandene GUM-Serie Cocolino (1997–1998), geschrieben von Mites van Oepen, die schon an Hurra Deutschland beteiligt gewesen war, erhielt eine Nominierung für den Prix Jeunesse.
Für die Sitcom Drachenfels (Dragon's Rock, 2004) kam die seinerzeit weltweit neue Computertechnologie „Chronomation“, die Puppenbau und Computer Generated Imagery (CGI) miteinander verband, zum Einsatz. Dafür erhielten die Macher um Stefan Lichter 2004 den Animago Award. Finanzierungsprobleme bei dieser coproduzierten 26-teiligen 3D-Computertrickserie führten im Vorfeld der Veröffentlichung allerdings dazu, dass Tevox und GUM mit insgesamt etwa 20 festen Mitarbeitern am 18. Juli 2003 Insolvenz anmelden mussten.
Die Rechte an nahezu allen Charakteren und Serien der GUM wurden daraufhin in die im selben Jahr gegründete GUM Studios GmbH überführt, deren Geschäftsführer Stefan Lichter seither war. Sie entwarf und betreute unter anderem die seit 2003 eingesetzten neuen Mainzelmännchen-Walkacts für das ZDF, den sprechenden Fußball Pille (entworfen von Ute Krafft) für die FIFA (2005) und das DFB-Maskottchen Paule, einen Adler mit schwarzem Federkleid und gelbem Schnabel (2006). Die Schweizer Satireserie Les Bouffons de la Confederation (2009–2010, DRS) wurde von Lichters GUM komplett mit Puppen (entworfen von Ute Krafft) ausgestattet.
Außerdem war Stefan Lichter als freier Comedy-Autor tätig, widmete sich aber auch wieder dem Medizinjournalismus und arbeitete an entsprechenden Informationsplattformen für das Internet.